# Ал Хашеми II
”Ал Хашеми II” (на английски: Ал Хашеми-II, на арабски: الهاشمي 2) е кораб музей, най-големият дау, построен някога и е един от най-големите дървени кораби в света. Намира се до хотел „Радисън Блу“ в град Кувейт, Кувейт.

## История и дизайн
Ветроходът „Ал Хашеми II“ е поръчан през 1985 г. от Хусайн Марафи, собственик на хотел „Радисън Блу“. Строителството му започва на 10 февруари 1997 г. и е завършен през 2001 г.  Изграждането на ветрохода струва над 30 милиона долара. 
Корабът е построен по традиционните техники за свързване на дървените части и други водоустойчиви методи за изграждане на карпуса.  Той е с дължина 83,75 m и широчина 18,5 m (според сертификата размерите му са дължина – 80,4 m и широчина – 18,7 m).  За направата му са използвани различни доставки на дърво – махагон и еки от Камерун, дъски от Кот д'Ивоар и борови трупи от Орегон.
Корабът никога не е плавал, макар да е определян като най-големия дау строен някога.  Корабът се използва като музей на корабоплаването и ветроходството, за конференции и за специални събития. 

## Рекорд на Гинес
Ветроходът „Ал Хашеми II“ е вписан в Книгата на световните рекорди на Гинес като най-големия дау, фигуриращ в книгата под името „DHOW Amazing!“ и е категоризиран като „Кораб, най-големият арабски дау“. 